# Wilfried Nathan Douala
Wilfried Nathan Douala , est un footballeur camerounais. Il est milieu de terrain au sein du club canon sportifs de Yaoundé
En janvier 2024, il fait partie de la sélection des Lions indomptables pour la CAN 2023 en Côte d'Ivoire
Le 18 avril 2024, il est également sorti champion du Championnat du Cameroun de football avec son équipe Victoria United FC à qui il a donné la victoire grâce à un penalty.

## Biographie

### Formation et débuts
Wilfried Nathan Douala naît le 15 mai 2006 à Douala.

### Carrière
Il commence sa carrière dans l'académie Donlap. Il rejoint ensuite le club Victoria United FC, promu en première division camerounaise, en début de saison 2020-2021. Il joue 11 matchs sur 12 au début du championnat. Rigobert Song le convoque pour la première fois en équipe nationale du Cameroun pour pallier la non-sélection d'Eric Maxim Choupo-Moting en vue de la Coupe d'Afrique des Nations 2023, qui se déroule en Côte d'Ivoire.
Nathan joue son premier match en Ligue des champions de la CAF, pour le premier tour préliminaire du match aller, face au FC Samartex le 18 juillet 2024.

## Polémique autour de son âge
Sa convocation pour la CAN 2023 suscite toutefois une polémique sur son âge, certains exprimant des doutes sur le fait qu'il ait réellement 17 ans. L'enquête publiée par le journal Le Monde le 11 mars 2024 tend à démontrer qu'il avait également eu une licence au nom d'Alexandre Bardelli, un joueur six ans plus âgé. En mars 2024, la Fédération camerounaise de football (Fécafoot), présidée par Samuel Eto'o, envisage d'imposer la mise en place de cartes d'identité informatisées à tous les footballeurs dès l'âge de 8 ans afin de mettre fin à ce type de falsification.

## Palmarès

### En club
- Victoria United FC
  - Champion de deuxième division camerounaise en 2020.
  - Champion du cameroun MTN Elite One  2023/2024.